# Feux de forêt de 2023 à Hawaï
Début août 2023, une série d'incendies de forêt se déclare dans l'État américain d'Hawaï, affectant l'île de Maui et, dans une moindre mesure, les îles d'Hawaï et d'Oahu. Les incendies accentués par le vent provoquent des évacuations, causent des dégâts considérables et tuent au moins 102 personnes dans la ville de Lahaina,, ; 2 personnes sont toujours portées disparues. La prolifération des incendies de forêt est attribuée aux conditions sèches et en rafales créées par une forte zone de haute pression au nord d'Hawaï et l'ouragan Dora (en) au sud.
Une déclaration d'urgence est signée le 8 août, autorisant plusieurs actions, y compris le déploiement de la Garde nationale hawaïenne, la mise en place d'actions appropriées du directeur de l'Agence de gestion des urgences d'Hawaï et de l'administrateur de la gestion des urgences, et la dépense des fonds généraux de l'État pour le soulagement des conditions créées par les incendies. Le 9 août, le gouvernement de l'État d'Hawaï décrète l'état d'urgence pour l'ensemble de l'État. Le 10 août, le président américain Joe Biden publie une déclaration fédérale de catastrophe majeure.
Les feux de forêt d'Hawaï sont les plus meurtriers qu'ait connu les États-Unis depuis l'incendie de Cloquet de 1918,. Pour le seul incendie de Lahaina, le Pacific Disaster Center (en) (PDC) et le Federal Emergency Management Agency (FEMA) estiment que 2 207 bâtiments (essentiellement résidentiels) ont été détruits,, y compris de nombreux monuments historiques de la ville,. En septembre 2023, selon le département du Commerce des États-Unis, les dégâts causés par les incendies de forêt s'élèvent à 5,5 milliards de dollars.

## Contexte

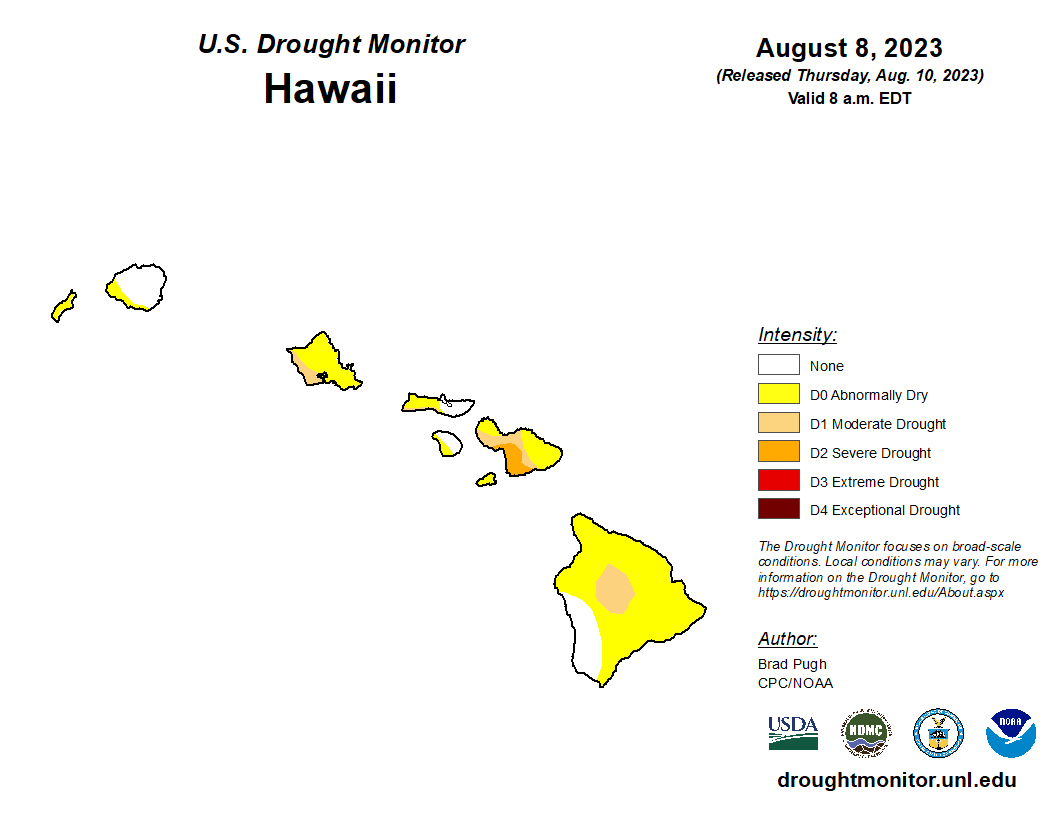
LUS Drought Monitor montrant les conditions de sécheresse à Hawaï au 8 août 2023.

La superficie brûlée par les incendies de forêt à Hawaï a quasiment quadruplé au cours des dernières décennies. Les experts attribuent cette augmentation à la propagation de la végétation non indigène et à un temps plus chaud et plus sec. Au moment des incendies, vingt pour cent du comté de Maui connait une sécheresse modérée (niveau 1 sur 4) et seize pour cent du comté sont en conditions de sécheresse sévère (niveau 2 sur 4). Une diminution des précipitations compatible avec les impacts prévus du changement climatique anthropique a été enregistrée dans les îles hawaïennes, selon l'évaluation nationale du climat des États-Unis.
En juin 2014, le Hawaiʻi Wildfire Management Organization, une organisation à but non lucratif, prépara un plan de protection contre les incendies de forêt de la communauté de l'ouest de Maui, qui a averti que la majeure partie de la région de Lahaina courait un risque extrêmement élevé d'incendie,.
Dans le plan d'atténuation des risques 2020 du comté de Maui, le comté identifie la ville de Lahaina, la localité aujourd'hui la plus touchée par les incendies, comme se trouvant dans une zone à haut risque d'incendie de forêt.
Dans ses perspectives saisonnières mensuelles du 1er août 2023, le National Interagency Fire Center (NIFC) prévoit un potentiel « supérieur à la normale » d'importants incendies de broussailles pour Hawaï en août. En plus de noter une croissance abondante de la végétation de la saison des pluies précédente et de la sécheresse croissante, le NIFC mentionne que « les cyclones tropicaux peuvent également apporter des conditions venteuses et sèches en fonction de la façon dont ils s'approchent de la chaîne d'îles et peuvent exacerber le potentiel de croissance des incendies ».
La vulnérabilité des îles aux incendies de forêt meurtriers fut gravement sous-estimée dans les évaluations à long terme. Un an auparavant, le rapport sur le plan global de gestion des urgences de l'État d'Hawaï avait détaillé les risques d'incendie de forêt comme l'une des menaces les plus faibles pour l'État. Une évaluation en 2021 reconnait la flambée des incendies de forêt dans l'État, mais qualifie les fonds de « inadéquats », tout en critiquant les stratégies des pompiers du comté de Maui.
Un facteur contribuant aux incendies est la présence d'une plante envahissante appelée herbe de Guinée. Celle-ci peut pousser jusqu'à 15 centimètres par jour et atteindre des hauteurs de 3 mètres. Lorsque les herbes se dessèchent, elles créent une grande masse de végétation sèche, ajoutant une énorme quantité de carburant qui augmente l'intensité des incendies de forêt.

### Facteurs météorologiques

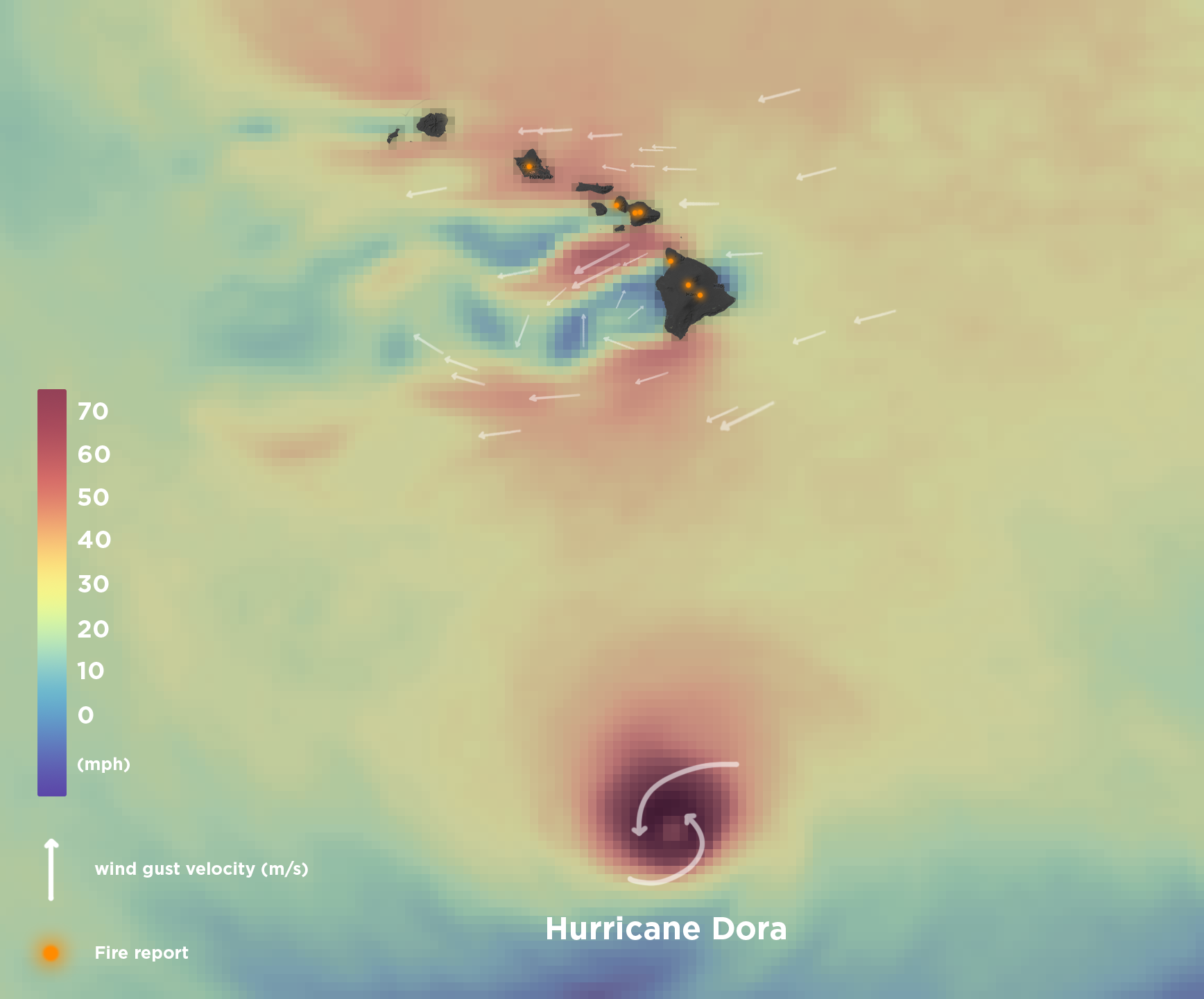
Vitesses/rafales de vent de l'ouragan Dora près des îles hawaïennes le 8 août.

Début août, un système anticyclonique stagne au nord des îles hawaïennes, y provoquant des conditions chaudes et ensoleillées. Cela forme une forte pression atmosphérique au nord des îles et soutient la stabilisation dans toute la région, créant des conditions chaudes et ensoleillées. Parallèlement, l'ouragan Dora (en) de catégorie 4 situé à plusieurs centaines de kilomètres au sud créé une grande différence de pression entre les deux entités, provoquant le développement de forts vents sur les îles. Cette différence de pression aurait contribué à des alizés déjà importants se déplaçant vers le sud-ouest et aurait formé de forts gradients de vent sur les îles. (Un phénomène similaire s'est produit en 2017 au Portugal lors du passage de l'ouragan Ophelia.) La trajectoire exacte de l'ouragan Dora et son impact sur les incendies eux-mêmes restent quelque peu floues. Les météorologues notent que la tempête stagne à plus de 1 100 km des îles et que celle-ci reste de taille relativement petite ; cependant, elle demeura « remarquablement puissante pendant longtemps ». La tempête demeura en catégorie 4 plus longtemps que toute autre tempête dans le Pacifique en plus de 50 ans de relevés météorologiques.
Le bureau du National Weather Service à Honolulu émet un avertissement de drapeau rouge le 7 août pour les parties sous le vent de toutes les îles, soulignant que « des combustibles très secs combinés à des vents d'est forts et en rafales et à de faibles humidités produiront des conditions météorologiques d'incendie critiques jusqu'à la nuit de mardi ». Des vents d'est de 48 à 72 km/h avec des rafales à plus de 97 km/h sont attendus. Dans le comté de Maui, les autorités signalent des rafales allant jusqu'à 130 km/h dans la région de Upcountry Maui.

## Incendies
Au cours des premiers jours d'août, une multitude de feux de brousse mineurs ont affecté les îles hawaïennes. Plusieurs ont brûlé sur l'île d'Oahu, épuisant les ressources des pompiers, avant d'être rapidement maîtrisés le 4 août. Les côtés sud et ouest de l'île sont restés anormalement secs ou en sécheresse à cause de l'incendie, ainsi qu'à cause des conditions météorologiques,.

### Île de Maui
Le 4 août 2023, un premier incendie de 12 hectares est signalé à côté de l'aéroport de Kahului dans un champ. Dans la soirée, il aurait été maîtrisé à 90 %,,, mais de nombreux vols au départ de l'aéroport seront retardés jusqu'au 11 août.
Le 8 août 2023, des vents intenses renversent de nombreux poteaux électriques. Dans l'après-midi « environ 30 poteaux tombés » ont été signalés à Maui, entraînant « au moins 15 pannes distinctes affectant plus de 12 400 habitants ». Les lignes électriques tombées font l'objet d'une enquête en tant que facteur de départs d'incendies, séquences qu'à notamment capturée une caméra de vidéosurveillance.

#### Kula
Le premier incendie significatif de l'événement est signalé à 00 h 22 heure locale le 8 août près d'Olinda Road dans la communauté de Kula. Les évacuations des résidents à proximité sont annoncées à partir de 03 h 43,. Au 9 août, l'incendie a brûlé environ 400 hectares. Environ 544 structures ont été endommagés, dont 96 % à fonction résidentielle, et 16 incendiées. Les données simultanées des capteurs du réseau électrique et les images des caméras de sécurité rapportées par le Washington Post indiquent qu'une ligne électrique tombée à terre par la chute d'un arbre pourrait avoir causé cet incendie.

#### Lahaina

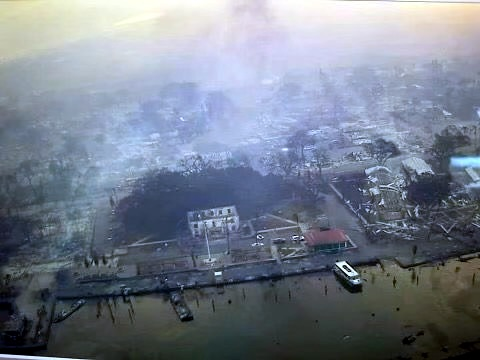
Lahaina ravagé par les flammes, vue depuis un avion de la Civil Air Patrol le 9 août 2023.

L'incendie le plus important commence aux petites heures du matin du 8 août, dans les environs de la ville de Lahaina,,. Un feu de broussailles de 1,2 hectare près de la route Lahainaluna est signalé pour la première fois à 6 h 37 le 8 août,, s'ensuivent des évacuations quelques minutes plus tard dans la zone de l'école intermédiaire de Lahaina, du côté nord-est de la ville. À 09 h 00, le comté de Maui signale la maîtrise de l'incendie à 100 %, avant qu'une seconde annonce postée 15 h 30 ne signale la reprise du brasier, entraînant la fermeture de la rocade de Lahaina (aussi appelée route 3000) et des évacuations de domiciles à proximité,. Les résidents du côté ouest de la ville ont reçu l'ordre de s'abriter sur place.

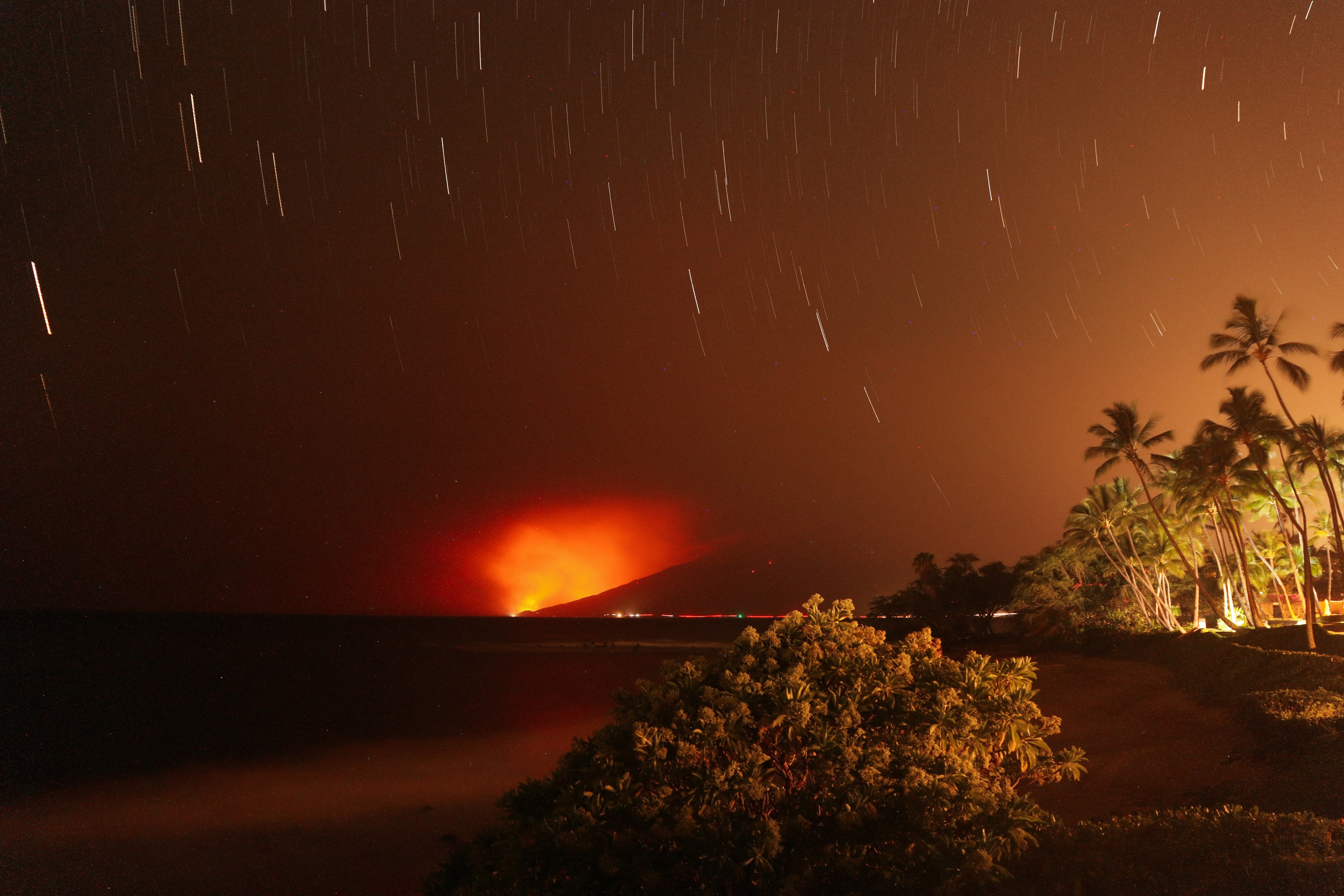
Vue de Lahaina sous les flammes, dans la nuit du 8 au 9 août.

Le feu de forêt augmente rapidement en taille et en intensité. Des rafales de vent poussent les flammes dans la zone nord-est de la localité, où se trouvent des quartiers densément peuplés. Des centaines de maisons brûlent en quelques minutes, les habitants identifiant le danger tentent de fuir dans des véhicules tandis qu'ils sont entourés par les flammes. Au fil du temps, le feu se déplace vers le sud-ouest, vers la côte du Pacifique et le quartier de Kahoma. Les pompiers sont bloqués à plusieurs reprises dans leurs tentatives de défense des structures en faisant défaut à la pression de l'eau dans les bouches d'incendie ; lorsque les tuyaux de fusion des maisons en feu ont fui, le réseau a perdu de la pression malgré la présence de générateurs de secours en état de marche. Vers 16 h 46, l'incendie aurait traversé l'autoroute Honoapiʻilani et pénétré dans la partie principale de Lahaina, forçant les résidents à s'auto-évacuer avec peu ou aucun préavis. Vers 17 h 45, le feu atteint le rivage, lorsque la Garde côtière américaine apprend pour la première fois que des personnes se sont jetées dans l'océan pour échapper au feu. Les survivants se souviennent avoir été pris au piège dans un embouteillage, avant d'être contraint de sauter à l'eau lorsque des voitures aux alentours ont pris feu ou explosé,. Signe de la chaleur extrême de l'incendie, lors d'une visite de politiciens sur les lieux le 12 août, la tôle des épaves de véhicules avait fondue ou était imprégné dans l'enrobé fondu.
Les responsables déclarent que les sirènes de la défense civile n'ont pas été activées pendant l'incendie malgré le fait que l'État dispose du plus grand système d'avertissement extérieur au monde, avec plus de 80 équipements de ce type à Maui, destinées uniquement en cas de catastrophe naturelle. Plusieurs résidents déclarent aux journalistes qu'ils n'ont reçu aucun avertissement et qu'ils ignoraient la situation jusqu'à leur rencontre avec la fumée ou les flammes,. La ville ne bénéficiait pas d'électricité ni de moyens de communications pendant une grande partie de la journée. Les autorités justifient l’absence d’utilisation des sirènes par le fait qu’elles servent principalement pour alerter du risque de tsunamis, invitant ainsi la population à se réfugier sur les hauteurs ; or, celles-ci étaient envahies par les flammes.
Le 24 août, après avoir fouillé 100 % des propriétés résidentielles de la zone sinistrée, 115 personnes sont confirmées mortes et 388 autres portées disparues,. Le 7 septembre, les autorités signalent que 99 % de la zone a été fouillée, le nombre de morts étant inchangé et le nombre de disparus étant réduit à 110. La zone sinistrée demeure limitée au personnel autorisé en raison des structures instables, des câbles électriques exposés et des cendres et débris potentiellement toxiques. Le lendemain, le nombre de personnes disparues est encore réduit à 66 personnes. Le 15 septembre, les autorités réévaluent le nombre de morts à 97, les résultats ADN ayant révélé que certains restes provenaient des mêmes victimes. Le nombre de personnes disparues est une nouvelle fois réduit à 31.

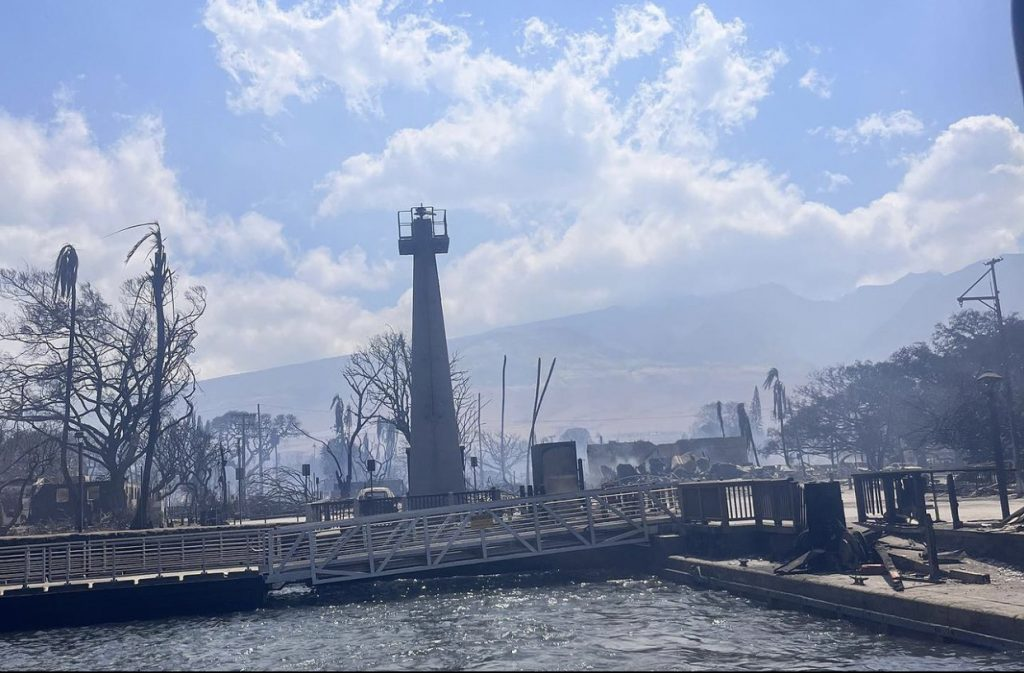
Le phare de Lahaina trônant au milieu des ruines de la ville après l'incendie.

Le feu a brûlé 880 hectares de terres,. Le PDC et le FEMA estiment que 2 207 bâtiments ont été détruits, pour un total de 2 719 exposés aux incendies. Selon le gouverneur d'Hawaï, Josh Green, la ville est détruite « à près de 80 % » (dont de nombreuses structures historiques) et sa reconstruction prendra « de nombreuses années ». 86 % des bâtiments incendiées à Lahaina sont à fonction résidentielle,.

#### Pulehu-Kihei

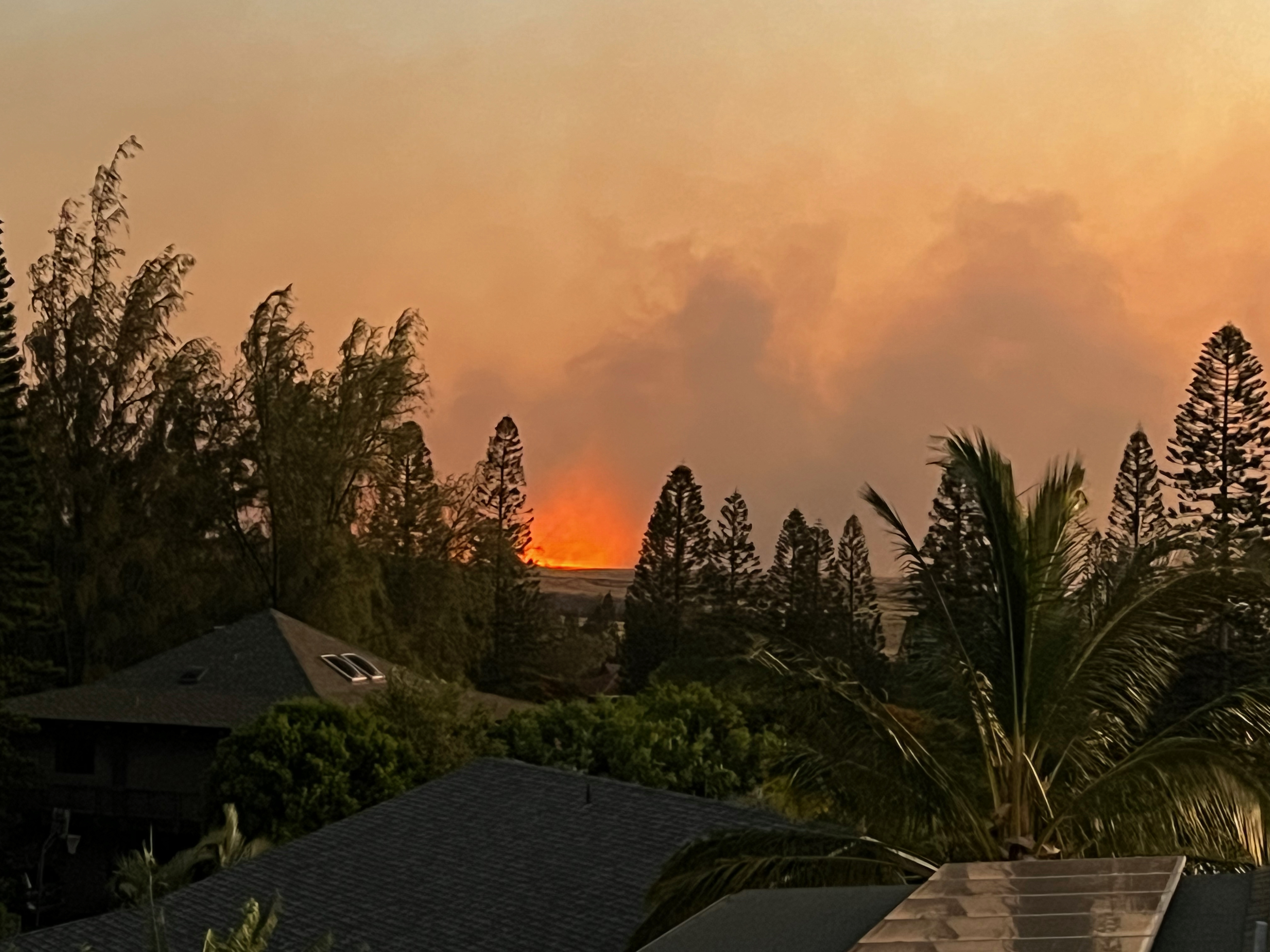
Incendie dans la nuit du 8 août dans les environs de Kihei.

La même nuit, un troisième incendie majeur se déclare près de la route Pulehu, au nord de Kihei. Celui-ci se propage rapidement dans la direction des vents dominants et, au début du 9 août, l'important incendie pénètre dans les parties nord-est de la ville, entraînant un ordre d'évacuation pour une partie de la population à proximité. Dans les jours suivant, les pompiers maîtrisent entièrement le brasier, tous les résidents pouvant revenir dans leur logement en toute sécurité.

#### Autres incendies
Un incendie mineur ayant brûlé 4 000 m2 le 11 août conduit à l'évacuation de la localité de Kaanapali, avant qu'il ne soit maîtrisé le même jour,.

### Île d'Hawaï
Sur l'île d'Hawaï, les quartiers des districts du nord et du sud de Kohala sont évacués en raison de la propagation rapide des feux de brousse. Le 9 août, plusieurs autres feux de brousse se déclarent près des communautés de Naalehu et Pahala (en); ces incendies seront rapidement maîtrisés.
Le maire du comté d'Hawaï, Mitch Roth, déclare obtenir aucun rapport de blessés ou de maisons détruites sur la grande île.

### Île d'Oahu
Plusieurs feux de brousse sont déclarés sur Oahu au cours de la première semaine d'août, épuisant les ressources du service d'incendie. Les sinistres sont maîtrisés le 4 août,.
Le 16 août, un important feu de brousse se déclare en périphérie de Wahiawa. Bien que n'ayant brûlé aucune maison, l'incendie menaçait les personnes sans logement locales ainsi que le monument d'État des pierres de naissance de Kukaniloko, site culturel inscrit au registre national des lieux historiques, ainsi que le lieu de naissance traditionnel des chefs hawaïens, d'une ancienneté de près de mille ans.

## Répercussions
Le gouverneur de l'État d'Hawaï, Josh Green, qualifie l'incendie de forêt de « pire catastrophe naturelle » de l'histoire d'Hawaï. (Avant la création de l'État, le tsunami succédant au tremblement de terre des îles Aléoutiennes en 1946 (en) qui a tué 165 à 173 personnes dans la baie de Hilo, est considérée comme la pire catastrophe naturelle de l'histoire de ces îles). Il s'agit cependant de l'incendie de forêt le plus meurtrier aux États-Unis depuis le Cloquet fire en 1918, où 453 personnes ont perdu la vie,.

### Victimes
| Date         | Décès | % zone fouillée |
| ------------ | ----- | --------------- |
| 13 août      | 96    |                 |
| 14 août      | 99    | 25%             |
| 15 août      | 106   |                 |
| 16 août      | 111   |                 |
| 19 août      | 114   | 85%             |
| 21 août      | 115   |                 |
| 27 août      | 115   | 99%             |
| 29 août      | 115   | 100%            |
| 15 septembre | 97    |                 |
| 24 juin 2024 | 102   |                 |

Au 24 juin 2024, 102 décès sont confirmés et au moins 2 personnes sont portées disparues en raison de l'incendie de Lahaina à Maui. Seules 60 des victimes ont été identifiées au 5 septembre 2023,,. Le nombre de morts dans l'ouest de Maui en fait le feu de forêt le plus meurtrier jamais enregistré dans l'État d'Hawaï,.
Au 18 août 2023, au moins 67 personnes ont été blessées dans les incendies ; le 9 août, au moins vingt personnes avaient été hospitalisées dans un hôpital de Maui. Six personnes, dont trois ayant des brûlures graves, ont été transportées par ambulance aérienne de Maui vers des hôpitaux de l'île d'Oahu.
Le 17 août 2023, 60 personnes sont retrouvées vivantes à l'abri dans une maison.

### Dommages

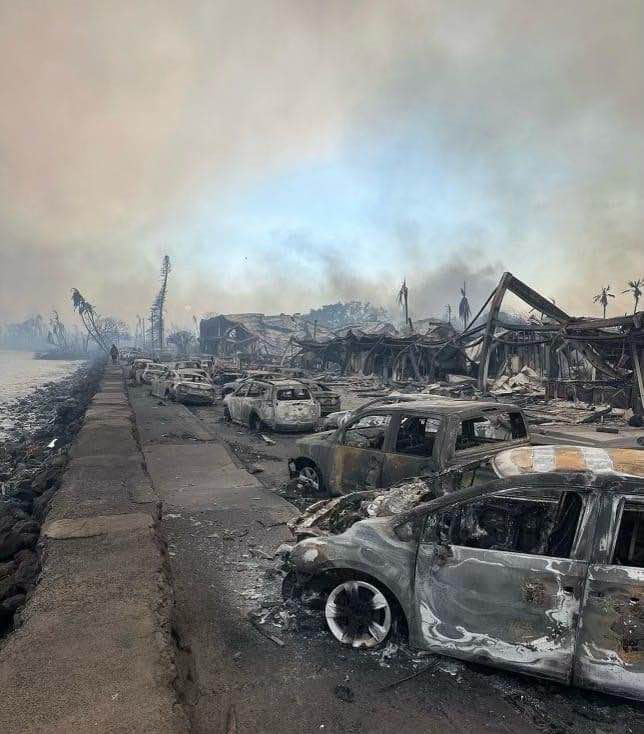
Voitures incendiées, rue Front, ville de Lahaina.

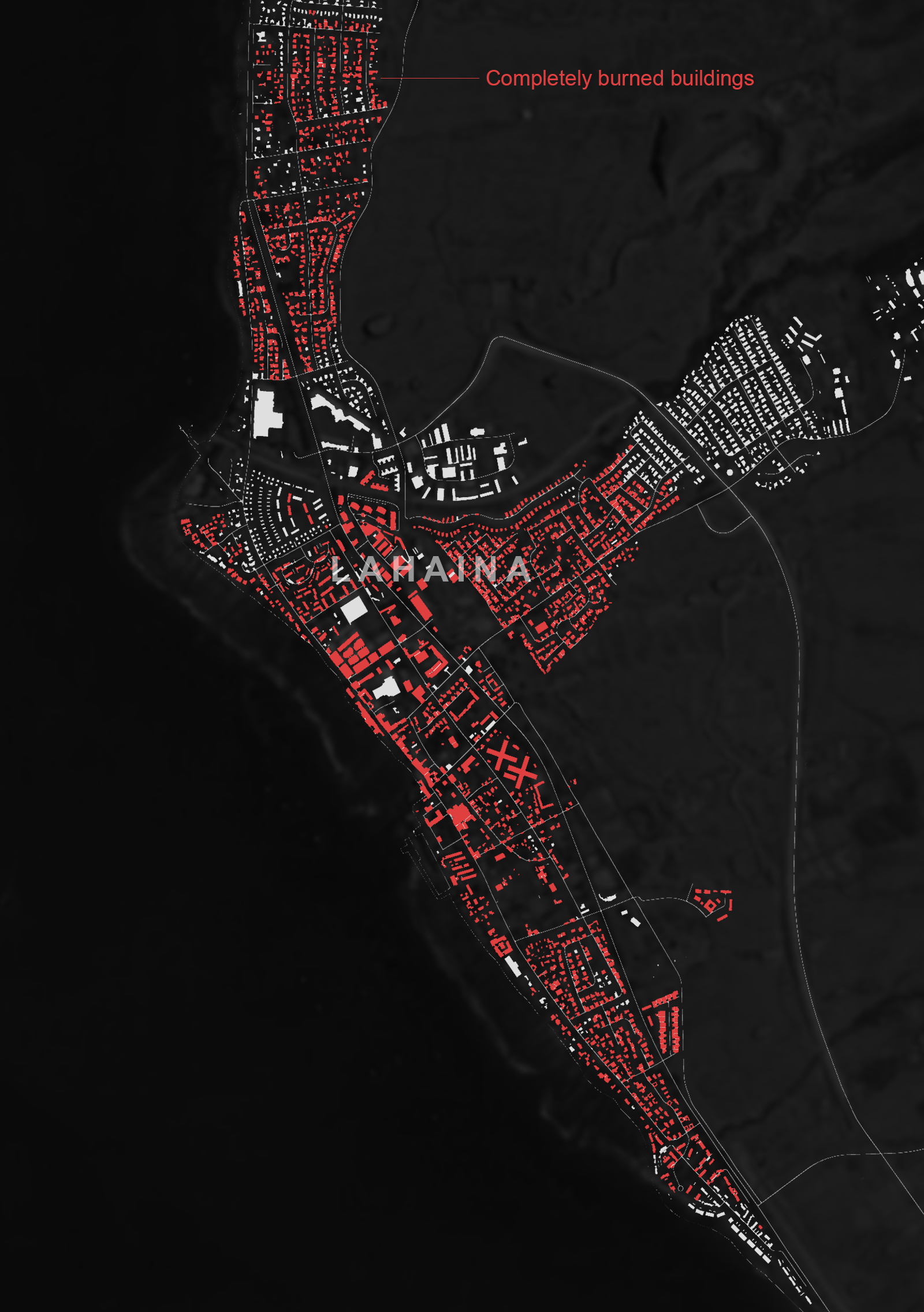
Bâtiments endommagés dans la zone de Lahaina.

Le principal incendie de forêt de Maui a brûlé une grande partie de la communauté de Lahaina, où plus de 2 200 structures sont endommagées ou détruites, y compris une grande partie du quartier historique du centre-ville de Lahaina centré sur Front Street,,. 96 % des bâtiments incendiées étaient résidentielles. Le 17 août, le gouverneur estime que la température du feu a atteint les 538 degrés Celsius, assez chaud pour faire fondre les blocs moteurs. Des flaques d'aluminium fondu sont repérées sous des véhicules incendiés.
Malgré une estimation totale chiffrée à 5,52 milliards de dollars de dommages, la société de modélisation des catastrophes Karen Clark & Co. estime le 16 août que les pertes de biens assurés ne seraient que de 3,2 milliards de dollars. Les experts immobiliers expriment leur inquiétude quant au fait que de nombreuses maisons de Lahaina n'étaient pas assurées ou sous-assurées, certains propriétaires survivants pourraient ne pas disposer de ressources financières suffisantes pour reconstruire de nouvelles maisons conformément au code du bâtiment actuel de l'État. De nombreux Hawaïens autochtones ont pu se permettre de vivre dans cette zone uniquement car ceux-ci avaient hérité de maisons payées par leurs ancêtres. N'ayant pas eu besoin de prêts hypothécaires pour acheter leur bien, ces habitants n'étaient pas tenus de souscrire une assurance habitation.
Le quartier historique de Lahaina, désigné monument historique national en 1962 et qui fut la capitale du royaume d'Hawaï pendant 35 ans, a subi d'importants dégâts. Parmi les structures détruites figurent l'église de Waiola et le Pioneer Inn (en),. Tamara Paltin, qui représente la ville au conseil du comté de Maui, signale plusieurs monuments historiques détruits ou gravement endommagés dans le quartier historique de Lahaina dans une brève interview avec le Honolulu Star-Advertiser, citant notamment :
- L'église de Waiola, qui a célébré son 200e anniversaire en mai 2023, a perdu son sanctuaire principal, son annexe et sa salle sociale[91]. Le cimetière de l'église est le lieu de sépulture des membres de la famille royale hawaïenne, dont la reine Keōpūolani, qui a fondé l'église en 1823[91].
- L'église catholique Maria Lanakila (en) à Lahaina, datant de 1858. Contrairement aux premiers rapports, le bâtiment principal de l'église et le clocher ont survécu à l'incendie en grande partie intacts, bien que le toit et l'intérieur aient subi des dommages[91].
- Le Lahaina Jodo Mission, un temple bouddhiste dans le nord de la ville. Fondé en 1912 et se tenait à son emplacement actuel depuis 1932[91].
- Le Pioneer Inn (en), un hôtel de ville emblématique construit par George Alan Freeland en 1901[91].
- Le centre culturel Na Aikana, un centre culturel local qui abritait autrefois une soupe populaire pour les travailleurs des plantations en grève lors d'une grève de l'International Longshore and Warehouse Union (ILWU) contre l'usine Pioneer[91].
- L'ancien palais de justice de Lahaina, fondé en 1860 comme bureau de douane pour les navires de commerce et de chasse à la baleine. Le toit du bâtiment est complètement détruit[93]. L'ancien palais de justice se trouve dans le parc de la cour du banian de Lahaina (en) gravement endommagé.
  - Le musée du patrimoine de Lahaina et sa collection, qui se trouvent à l'intérieur du bâtiment de l'ancien palais de justice, ont également été détruits. La collection comprenait des objets qui traitaient de l'histoire de la ville, y compris des artefacts de l'ancienne période hawaïenne de la région, du royaume et de la monarchie hawaïens, de la période des plantations et de l'ère de la chasse à la baleine. Des copies des documents du musée avaient été numérisées et stockées en ligne avant l'incendie[93].
- Le Baldwin Home Museum (en), construit en 1834 et 1835 en tant qu'habitation de missionnaires américains, Dwight Baldwin et Charlotte Fowler Baldwin[93]. La maison Baldwin était la plus ancienne maison de l'île de Maui[91],[93]. Les objets historiques perdus dans l'incendie de la maison comprennent les instruments médicaux de Baldwin qu'il a utilisés pour vacciner une grande partie de la population de Maui contre la variole dans les années 1800, des collections de coquillages et les meubles et fauteuils à bascule de la côte Est de la famille[91],[93].
- Le Wo Hing Society Hall (en), construit au début des années 1910 pour desservir la population chinoise croissante de Lahaina. Il a été restauré et transformé en musée Wo Hing dans les années 1980[94].

L'incendie a également détruit plusieurs tours cellulaires dans les zones touchées, provoquant des pannes de service et rendant les services téléphoniques d'urgence 911 indisponibles. Le feu de forêt ayant brûlé près de la communauté de Kula à Maui, a détruit au moins deux maisons.
Le Lahaina Civic Center, lieu du Maui Invitational, un important événement de basketball masculin universitaire de début de saison, a jusqu'à présent échappé à des dommages importants, bien qu'ayant dû être évacué après avoir servi de centre d'évacuation. Il reste à voir si le tournoi de 2023, prévu en novembre, se tiendra à Maui ou aura lieu sur le continent américain.

### Environnement

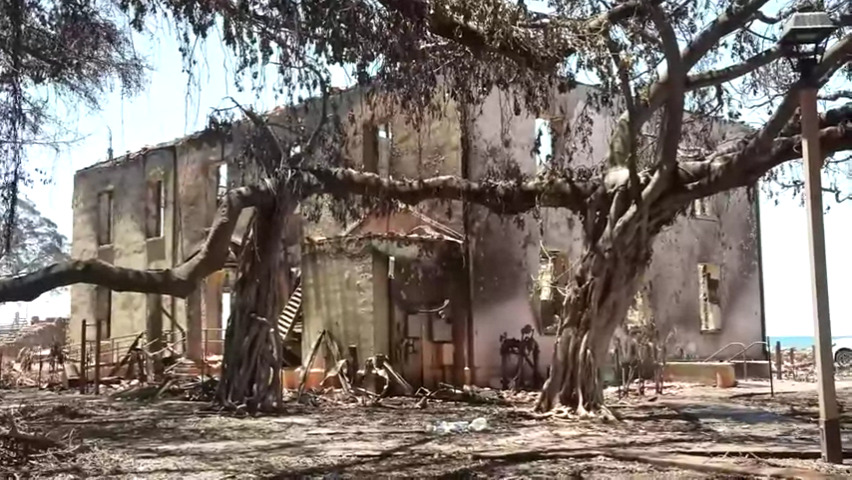
Vue partielle des dégâts causés au banian de Lahaina.

Le célèbre banian de Lahaina (en), le plus grand banian des États-Unis, semble carbonisé, bien qu'étant toujours debout après l'incendie. Une vidéo prise le 11 août montre des responsables locaux arrosant l'arbre pour aider à sa récupération. Au moins un léger de feuillage vert semble toujours être présent et les racines, le troncs et les branches de l'arbre sont en grande partie intacts.
Le 11 août, des alertes à l'eau insalubre sont émises dès 15 h (01:00 UTC) pour les résidents de Lahaina et Upper Kula. La population a pour instruction de ne pas boire ou utiliser l'eau du robinet pour les activités quotidiennes, même après ébullition, et tous sont priés de limiter l'utilisation de l'eau,,,. À la suite de déploiements antérieurs le 9 août, plusieurs camions-citernes d'eau potable sont installés à différents endroits de l'île. Certains scientifiques avertissent également que les sols carbonisés, la couche arable contaminée par des substances toxiques et d'autres débris pourraient s'écouler jusqu'au rivage et endommager les habitats marins et les coraux.

### Évacuations
Les incendies provoquent des évacuations massives de milliers d'habitants et de visiteurs de Lahaina, Kaanapali, Kihei et Kula. Les garde-côtes américains confirment qu'une dizaine de personnes ont sauté à la mer pour échapper à l'incendie ; l'organisme confirme avoir sauvé 17 personnes au large de Lahaina. Au 12 août, plus de 1 400 personnes à Maui demeurent dans des abris,. La maire de San Francisco en vacances, London Breed, fait partie des personnes évacuées de Maui.
On estime que 11 000 personnes ont quitté Maui via l'aéroport de Kahului le mercredi 9 août 2023.
Les compagnies aériennes American Airlines, Southwest Airlines, Hawaiian Airlines et Alaska Airlines ont ajouté des vols supplémentaires à leurs itinéraires vers l'aéroport de Kahului le 10 août pour aider à évacuer les personnes de l'île, American remplaçant un Airbus A321 à fuselage étroit par un Boeing 777 à fuselage large afin d'augmenter la capacité. Les quatre compagnies aériennes auraient également renoncé aux pénalités d'annulation de tarif et aux frais de différence de tarif pour les passagers concernés, et Hawaiian et Southwest ont proposé des vols inter-îles temporaires à 19 $ jusqu'au 11 août, Au 13 août 2023, plus de 46 000 visiteurs ont quitté Maui via l'aéroport de Kahului.
Les responsables de l'État hawaïen ont élaborer des plans pour potentiellement héberger des milliers de résidents déplacés de Maui dans le palais des congrès de Hawaï à Oahu. Plus de 100 sont placés dans ce bâtiment au 10 août.
Après l'incendie de Lahaina le 8 août, le comté de Maui bloque l'accès public à tout l'ouest de la zone et des points de contrôle sont établis sur la route 30/340 (autoroute Honoapiʻilani, la seule autoroute de l'île). Au cours des trois jours suivants, le blocus créé une situation désespérée pour les habitants des communautés encore intactes manquant de médicaments, de nourriture et de carburant, tandis que d'autres résidents et touristes s'étant soudainement retrouvés à l'extérieur du blocus ont souhaité récupérer leurs biens. Le 11 août 2023, le comté décide de rouvrir l'un des points de contrôle de la route 30/340 à Maalaea afin de pallier ces problèmes. En moins de cinq heures, celui-ci sera de nouveau fermé, apparemment en raison de tentatives d'intrusion dans la partie bouclée de Lahaina,.

### Faune
Au 16 aout, selon la Maui Humane Society, environ 3 000 animaux de Lahaina sont actuellement portés disparus après les incendies. Page Facebook « Missing Pets of Maui » créée par l'association compte environ 6 400 membres. Tous les animaux retrouvés sont vérifiés et scannés à l'aide d'une micropuce, l'association demandant instamment que les animaux trouvés décédés ne soient pas déplacés ou détruits afin qu'ils puissent être catalogués et vérifiés pour toute identification. 
Les défenseurs du bien-être des animaux et la police de Maui travaillent en tandem pour rechercher dans les zones brûlées des animaux perdus, blessés ou décédés, des dizaines de postes d'alimentation et d'abreuvement sont mis en place pour l'accueil des animaux. La Humane Society, le seul refuge pour animaux à admission ouverte de l'île, a transporté par avion plus de 100 animaux réfugiés jusqu'à Portland, dans l'Oregon. Les vétérinaires et les membres du personnel de la clinique vétérinaire de Kihei, de la Humane Society et de la clinique vétérinaire du centre de Maui, aidés par des bénévoles, se sont coordonnés afin d'apporter des soins médicaux gratuits aux animaux secourus, distribuant également de la nourriture et des médicaments pour animal aux résidents de l'île. Les dons et les soins sont également étendus à l'unité K-9 du département de police de Maui qui mène des efforts de sauvetage et d'accueil des animaux touchés.
Des scientifiques de la Fondation nationale pour la science et de l'Environmental Protection Agency (EPA) mènent des études pour surveiller et documenter tout changement de la qualité de l'eau, l'érosion des sols et d'autres effets du feu pouvant affecter les voies navigables et les écosystèmes des îles. D'autres expriment leur gratitude sur  le fait que des zones telles que le centre de conservation des oiseaux de Maui a été épargnées par la majorité des incendies, la zone abritant une grande partie du corneille d'Hawaï,.

## Réponses

### Gouvernement de l'état

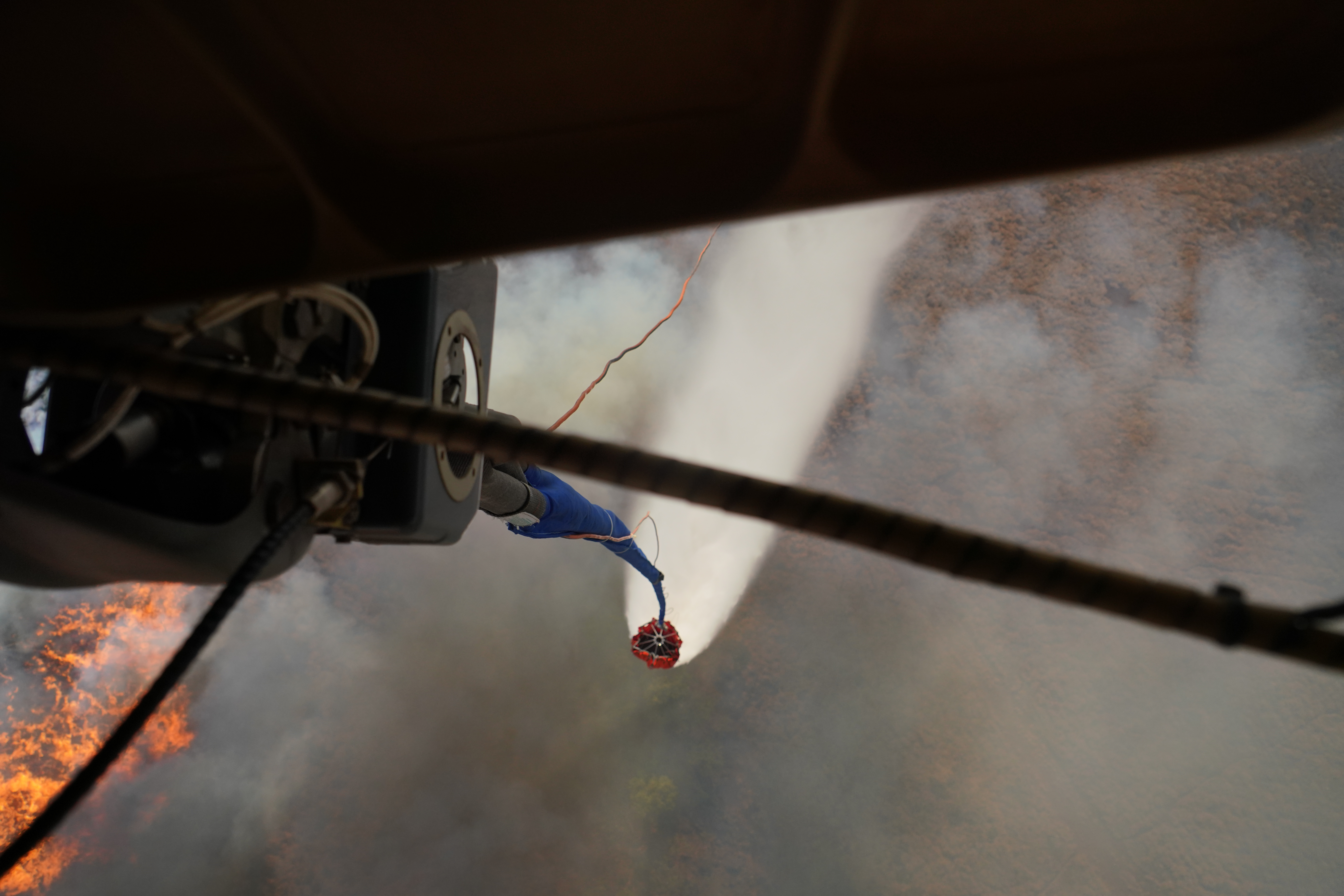
Un hélicoptère CH-47 Chinook de la Garde nationale hawaïenne larguant de l'eau sur un incendie à Maui le 9 août.

Le lieutenant-gouverneur d'Hawaï, Sylvia Luke, qui occupe le poste de gouverneur par intérim en l'absence du gouverneur Josh Green alors qu'il voyage en dehors de l'archipel, publie une proclamation d'urgence et déploie la Garde nationale hawaïenne. En collaboration avec la 25e division d'infanterie, elle est déployée à Maui et sur l'île d'Hawaï pour aider à l'extinction des incendies, aux opérations de recherche et de sauvetage et au contrôle du trafic. Deux hélicoptères UH-60 Black Hawk et un CH-47 Chinook sont également déployés pour soutenir les efforts d'extinction des incendies.
Le 9 août 2023, l'Autorité du tourisme d'Hawaï demande à tous les visiteurs effectuant des voyages non essentiels à Maui de quitter la zone, tout en décourageant fortement tout autre voyage non essentiel vers les îles,.
Auparavant fermé pour donner la priorité aux services d'urgence, l'accès à Maui-Ouest via l'autoroute Honoapiʻilani pour les résidents (avec preuve de lieu de résidence) et les visiteurs (avec preuve de réservation d'hôtel) a repris à partir de midi (UTC 22:00) le 11 août. Cependant, à 16 heures (UTC 02:00), l'accès a de nouveau été restreint en raison de rapports faisant état de personnes accédant à des zones restreintes malgré des conditions dangereuses. L'accès est rouvert le lendemain via Waihee-Waiehu (du nord) uniquement.
Le 11 août, la procureure générale d'Hawaï, Anne E. Lopez, annonce que son département procéder à un « examen complet de la prise de décision critique et des politiques permanentes » entourant les incendies de forêt.
Le 16 août, le gouverneur Josh Green annonce son intention de créer un moratoire sur la vente des terrains endommagés et détruits par les incendies, tout en reconnaissant que cela pourra entraîner des contestations judiciaires.
Le 31 août, le procureur général Lopez révèle dans une interview que son bureau a embauché l'Institut de recherche sur la sécurité incendie de l'Underwriters Laboratories pour mener une enquête indépendante au nom du gouvernement de l'État, les enquêteurs étant sur place depuis le 24 août.

### Gouvernement fédéral
Le président américain Joe Biden ordonne la mobilisation de « tous les actifs fédéraux disponibles » pour lutter contre les incendies. Dans un communiqué, Biden note que la 3e flotte de la marine américaine et la garde côtière américaine soutiennent « les efforts de réponse et de sauvetage ». Les Marines des États-Unis fournissent des hélicoptères Black Hawk pour éteindre les incendies dans le comté d'Hawaï, et le département des Transports des États-Unis collabore avec des compagnies aériennes commerciales pour aider à évacuer les touristes de Maui. Pour aider à l'opération de recherche et de sauvetage de la Garde côtière en cours, la marine des États-Unis envoie l'escadron HSM-37 (en) et deux hélicoptères MH-60R Seahawk, l'United States Indo-Pacific Command étant prêt à fournir d'autres l'aide au besoin,.
Le président Biden approuve la demande de l'État d'Hawaï déclarant les feux « catastrophe majeure » le 10 août, mettant à disposition un financement fédéral pour les efforts de rétablissement dans les zones touchées.

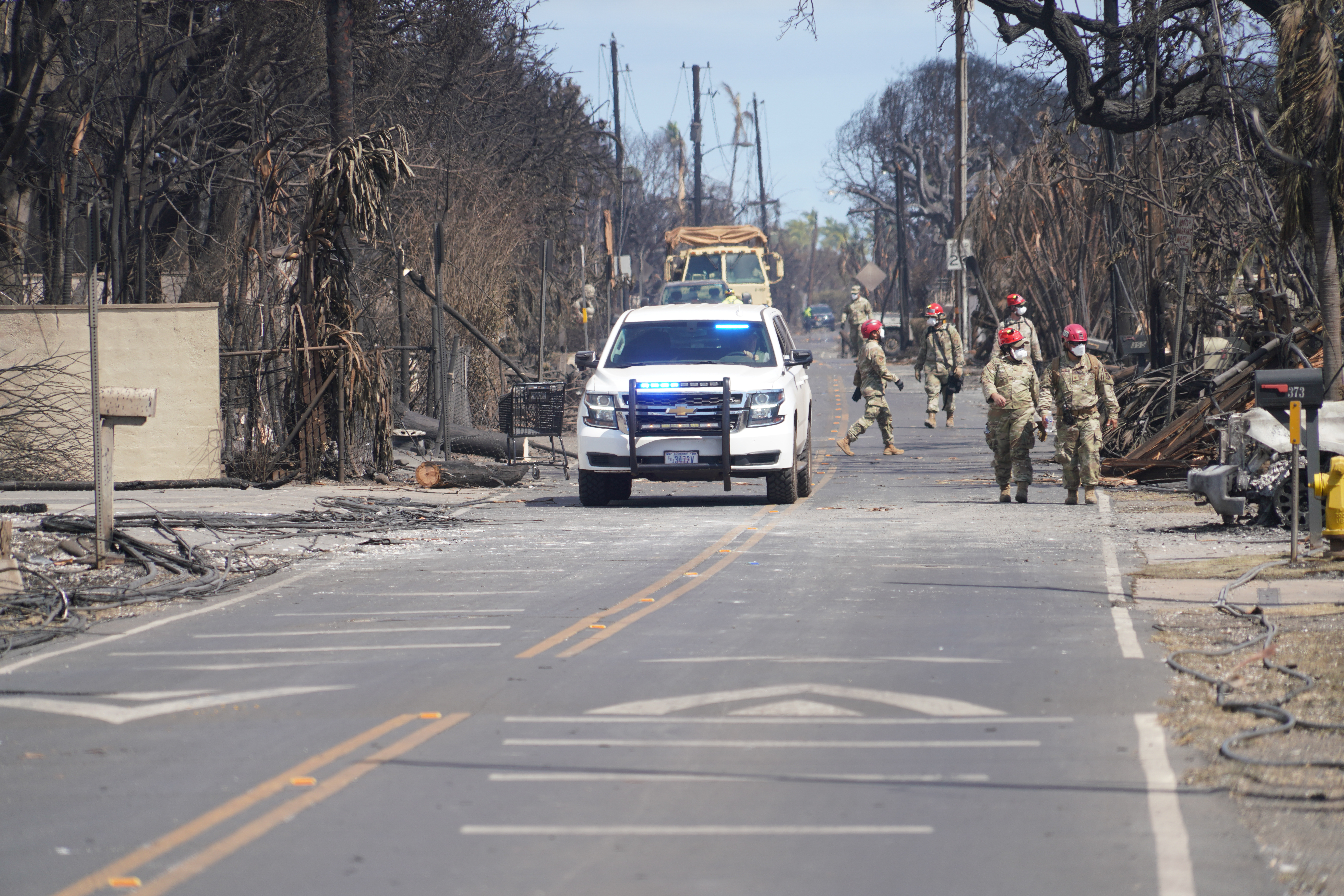
Soldats de l'US&R Task Force attachés à l'unité CERF-P de la Garde nationale d'Hawaï déployés à Lahaina le 10 août 2023.

Le 10 août, la Federal Emergency Management Agency (FEMA) lance le déploiement du personnel du FEMA Urban Search and Rescue Task Force (en) (US&R Task Force) à Maui. La force opérationnelle 1 de l'État de Washington envoie 45 spécialistes ainsi qu'une équipe K-9 de 5 membres,. Chaque membre de l'équipe K-9 travaille avec un chien de détection certifié par la FEMA. Le même groupe s'était déjà déployé à Maui en 2018 pour aider à faire face aux conséquences de l'ouragan Lane (en). Le 10 août, la force opérationnelle 1 du Nevada envoie un maître-chien et son animal. Quatre autres spécialistes de ce type et une équipe complète de 45 membres prendront tous l'avion le 11 août. La Californie envoie 11 membres du FEMA Urban Search and Rescue Task Force basés dans les villes de Sacramento, Riverside et Oakland, et six employés du California Governor's Office of Emergency Services. Le 16 août, le nombre de chiens pisteurs de la FEMA déployés sur les lieux passe à 40, les chercheurs étant dans une « course contre la montre » pour récupérer les restes avant qu'ils ne soit dégradés par une prochaine tempête.
Le 15 août, une équipe fédérale du Disaster Mortuary Operational Response Team (en) (DMORT) arrive sur l'île pour identifier et traiter le nombre important de dépouilles. Le DMORT déploie une morgue mobile de plus de 20 tonnes équipé d'équipement et de fournitures, et neuf conteneurs Matson sont repérés à l'extérieur du centre médico-légal du département de police de Maui à Wailuku.
Le 17 août, une équipe nationale d'intervention composée de cinq membres du Bureau of Alcohol, Tobacco, Firearms and Explosives arrive à Maui pour enquêter sur la cause et l'origine de l'incendie de Lahaina. L'équipe comprend un ingénieur électricien du Fire Research Laboratory (en).
Le 25 août, la FEMA Urban Search and Rescue Task Force annonce avoir fouillé 99 % de la zone sinistrée. Ceux-ci rentrent alors sur le continent américain.

### Poursuites et préoccupations
La responsabilité des incendies de forêt reste un sujet d'enquête importante et de spéculation publique. Le fournisseur Hawaiian Electric Industries, le principal service public de l'électricité de Maui, est pointé du doigt après avoir informé ses clients des perturbations en cours sur des lignes électriques à West Maui, y compris Lahaina, pendant les forts vents d'est à basse altitude. La corrélation entre ces perturbations et le déclenchement des incendies a intensifié la conviction du public que les lignes électriques pourraient avoir été la source de déclenchement des feux. Au moins une action en justice a été intentée contre Hawaiian Electric, la société connaissant une baisse notable de la valeur de ses actions,.
Un manque de communication et de réponses aux risques se posent dans cette catastrophe. Malgré le système avancé d'alerte de sirène extérieure intégrée d'Hawaï, à Maui, 80 d'entre elles, conçues pour les tsunamis et autres catastrophes, sont restées silencieuses pendant la progression des incendies. L'Agence de gestion des urgences d'Hawaï attribue le silence des appareils à la progression rapide des incendies et à la coordination de la réponse au sol existante. Tandis que les résidents recevaient d'autres alertes, telles que des notifications par téléphone portable, l'intensité et l'urgence de ces messages étaient jugées insuffisantes,,. Au moins un analyste les compare défavorablement aux alertes aux tsunamis d'une plus grande importance, suggérant une possible fatigue des alarmes parmi les résidents, où des alertes fréquentes et moins urgentes peuvent diminuer l'importance perçue des menaces réelles. L'administrateur de l'Agence de gestion des urgences du comté de Maui, Herman Andaya, défend l'inactivation des sirènes lors d'une conférence de presse le 16 août ; ce système, qui n'existe que sur le littoral, est normalement utilisé pour avertir les résidents à fuir le rivage vers le flanc de la montagne, ce qui les aurait envoyés directement dans le feu. Andaya démissionne le lendemain avec effet immédiat, invoquant des raisons de santé.
Les incendies de Lahaina révèlent également des lacunes dans la préparation de l'État dans la lutte contre les feux de forêt. Dans un rapport de 2021, les responsables d'Hawaï classent le risque d'incendie de forêt comme « faible » malgré l'augmentation de la superficie brûlée et les dangers de la sécheresse et de la végétation non indigène. Le rapport critique le financement insuffisant et le manque de stratégies de prévention des incendies. Les incendies de forêt précédents ont servi d'avertissement, mais les risques n'ont pas suffisamment été pris en compte. Les budgets de gestion contre les feux n'ont pas suivi le rythme des menaces croissantes selon l'Organisation de gestion des incendies de forêt d'Hawaï. Les parcelles de brousse hautement inflammable n'ont pas été traités convenablement, augmentant le facteur de risque. La climatologue Abby Frazier souligne l'extrême vulnérabilité d'Hawaï aux incendies de forêt et appelle à des efforts plus sérieux de prévention des incendies. Le rapport du comté de Maui de 2021 avait recommandé une évaluation des risques d'incendie et le bon suivi des forêts sèches d'Hawaï, mais on ne sait pas si ces recommandations ont été mises en œuvre,.
Beaucoup critiquent également les paiements fédéraux uniques de 700 dollars versés aux résidents à titre de compensation de secours, affirmant que cela ne suffit pas pour aider les résidents ; certains comparent ces prestations à l'aide accordée à l'Ukraine dans sa guerre en cours contre la Russie. Cependant, la FEMA déclare que ces paiements ne représentent qu'une des nombreuses assistances fédérales disponibles pour les réfugiés, le paiement initial étant destiné à répondre aux besoins essentiels tels que la nourriture, l'eau et les vêtements.

### Assistance internationale

#### Japon
Le Japon a promis une aide de 2 millions de dollars, dont 1,5 million de dollars à la Croix-Rouge américaine et 500 000 dollars à l'organisation à but non lucratif basée à Tokyo, Japan Platform.

#### Corée du Sud
La Corée du Sud a promis une aide de 2 millions de dollars pour soutenir les efforts de secours. L'engagement comprend un don de 1,5 million de dollars à la Hawai'i Community Foundation et 500 000 dollars de fournitures achetées sur les marchés coréens locaux,.

#### Taïwan
Le bureau de représentation économique et culturelle de Taipei à Honolulu a  annoncé un don en espèces de 500 000 $ à la Hawai'i Community Foundation pour soutenir les efforts de secours.

### Collecte de fonds et dons
En raison de multiples efforts de collecte de fonds GoFundMe pour les habitants touchés, le site décide de mettre en place un hub pour rassembler toutes les collectes de fonds sécurisées. Au 18 août, 30 millions de dollars sont collectés pour plus de 250 000 donateurs. D'autres organisations, communautés et entreprises à travers les États-Unis organisent des campagnes de dons et des collectes de fonds où les bénéfices et les articles seront reversés à des organisations ou des organismes à but non lucratif spécifiques,. Les douze équipes sportives professionnelles de la région de Los Angeles ont fait don de 450 000 $ aux efforts de secours.

### Théories du complot
À la suite des incendies, diverses affirmations à leur sujet sont publiées sur les réseaux sociaux. Certaines contiennent des affirmations démontrant souvent ostensiblement qu'une arme à énergie dirigée ou qu'un « faisceau laser » est impliqué dans les incendies,. D'autres messages affirment que les incendies de forêt ne se produisent pas naturellement ou que les arbres ne restent pas debout lors d'un feu naturel (beaucoup d'arbres brûlés ne se sont pas effondrés).
Des chercheurs de Microsoft, Recorded Future, RAND Corporation, NewsGuard et l’Université du Maryland ont découvert qu’une campagne de désinformation dirigée par le gouvernement chinois avait utilisé le désastre pour tenter de semer la discorde aux États-Unis. Les habitants de Lahaina ont été découragés de s'adresser aux agences pour obtenir de l'aide en raison de la désinformation de la part de personnes qui diffusent régulièrement de la propagande russe.